# 747 Винчестер
747 Винчестер (енгл. 747 Winchester) је астероид главног астероидног појаса са пречником од приближно 171,71 .
Афел астероида је на удаљености од 4,024 астрономских јединица (АЈ) од Сунца, а перихел на 1,975 АЈ.
Ексцентрицитет орбите износи 0,341, инклинација (нагиб) орбите у односу на раван еклиптике 18,173 степени, а орбитални период износи 1898,144 дана (5,196 година).
Апсолутна магнитуда астероида је 7,69 а геометријски албедо 0,050.
Астероид је откривен 7. марта 1913. године.